# Submachine
De Submachine- of Submerged Machine-serie is een serie point-and-click-adventure-spellen, gemaakt door Mateusz Skutnik. Het eerste deel werd uitgebracht in oktober 2005. In alle delen van het spel speel je als een ongeïdentificeerd persoon die wakker wordt na een soort geheugenverlies te hebben opgelopen, in nieuwe locaties van de "Submachine" om daar verschillende puzzels op te lossen en de omgeving te onderzoeken om te ontsnappen. De serie heeft veel goede kritiek gehad. Er zijn tot nu toe tien delen in de serie, en vier spin-offs. Een van de spin-offs was gemaakt voor een wedstrijd van Jayisgames en een andere voor de website van de band Future Loop Foundation.
In een interview met Igor Hardy, heeft Mateusz Skutnik gezegd dat "De series zeker tot Submachine 10 door zullen gaan. Na deel 10 weet ik nog niet hoe het verder zal gaan."

## Spellen

### Deel van de serie
- Submachine 1: The Basement
- Submachine 2: The Lighthouse
- Submachine 3: The Loop
- Submachine 4: The Lab
- Submachine 5: The Root
- Submachine 6: The Edge
- Submachine 7: The Core
- Submachine 8: The Plan
- Submachine 9: The Temple
- Submachine 10: The Exit

### Geen deel van de serie
- Submachine, de eerste versie van het spel.
- iSubmachine (Submachine 1: The Basement voor iPhone)
- Submachine 2: The Lighthouse Sketch (een paar kamers van wat eerst Submachine 2: The Lighthouse zou worden)
- Submachine Network Exploration Experience (verklaard als "geen spel" door Mateusz Skutnik). Je kan hierin het netwerk van de Submachines verkennen.
- Submachine: 32 Chambers
- Submachine: Future Loop Foundation
- Submachine Zero: The Ancient Adventure

## PastelForum
Door de Submachineserie zijn veel fans lid geworden van PastelForum, een forum opgericht door de maker. Op dit forum hebben veel fans hun theorieën met hun ideeën over het verhaal geplaatst, omdat de verhaallijn in de serie meestal nogal vaag is. Sommige van deze theorieën zijn geplaatst in Submachine Universe. Dit is door Andrew Plotkin (van Gameshelf) beschreven als een goede manier om de spelers te betrekken bij een serie avonturen.

## Prijzen
De serie won vele prijzen, waaronder drie van JayIsgames:
- Best of Casual Gameplay 2007 - Point-and-Click (voor Submachine 4: The Lab)
- Best of Casual Gameplay 2009 - Adventure (voor Submachine 6: The Edge)
- Casual Gameplay Design Competition (voor Submachine: 32 Chambers).